# Ерл Норем
Ерл Х. Норем (який підписував свої роботи просто Норем, Earl Norem; 17 квітня 1923 — 19 червня 2015) — американський художник, відомий насамперед своїми розмальованими обкладинками чоловічих пригодницьких журналів, які видає компанія Мартіна Ґудмена у Magazine Management Company і для лінійки чорно-білих коміксних журналів Ґудмена, пов'язаних з його підрозділом Marvel Comics. Протягом своєї довгої кар'єри Норем також ілюстрував обкладинки для романів та книжок про ігри, а також плакати до фільмів, бейсбольні програми та колекційні картки.

## Раннє життя
Норем народився 17 квітня 1923 року. У Другій світовій війні він служив у 85-му полку 10-ї гірської дивізії. Він тренувався в Колорадо і Техасі і воював з німцями в північних Апеннінських горах Італії. До 20 років Норем був командиром загону та сержантом штабу, який воював у Італійській кампанії разом із відомим лижником Торгером Токле, якого він бачив, як стрибав на лижах у Беар-Маунтін, Нью-Йорк, коли Норему було 12 років. Після того, як 3 березня 1945 року Токле загинув у бою, Норем був одним із чоловіків, яким було призначено дістати його тіло з гори. Пізніше сам Норем був поранений, йдучи в долину річки По, завершивши свою військову службу.
Після повернення до США Норем розпочав кар'єру ілюстрації.

## Кар'єра
Протягом 1950-х і 1960-х років Норем багато працював для чоловічих пригодницьких журналів, створюючи обкладинки та інтер'єрні розвороти. Крім того, він створив ілюстрації для таких журналів, як Reader's Digest, Field and Stream, Ski, Real West і Discover.
Він працював над такими проектами Marvel Comics, як Дикий меч Конана, Боголюдина і володарі Всесвіту, журнали Марвел Прев'ю, Тейлс оф зі зомбі, Монстерс аншішт, Планета мавп, Галк, Срібний Серфер та збірками оповідань про Людину-павука і Фантастичну четвірку.
Його робота про Трансформерів складалася з чотирьох збірок оповідань Marvel Big Looker (опублікованих у 1984—1986 рр.), деякі з яких пізніше були адаптовані до збірок оповідань «для читання»: Битва за Кібертрон, Велике автомобільне ралі, Автошоу Blow Up та Історія Вілі, Дикий хлопчик із Квінтессона.

### Обкладинки та колекційні картки
Окрім роботи для Marvel, Норем малював ілюстрації та обкладинки для серії книг Світи сили, Чарівники-Воїни і ти, коміксів Марс атакує і колекційних карток, а також коміксів Чарльтона Людина за шість мільйонів доларів . Американський випуск серії Чарівники-Воїни і ти, проілюстрований Norem, містив кольорові обкладинки.
У 2013 році він додав картини до набору карток компанії «Марс атакує: вторгнення». На момент своєї смерті він працював над завданням колекційної картки для франшизи Топпса «Марс атакує», імовірно набір «Марс атакує: Окупація» був створений у 2015 році.

### Інша робота
Норем також малював кінопостери для Conforte Graphics; дизайн упаковки та ілюстрації для Mego Toys, Mattel і Hasbro; фрески для Військового музею Південної Нової Англії в Данбері, Коннектикут; і дві обкладинки програм Нью-Йорк Янкіз.

## Особисте життя
Норем віддавав перевагу живопису акрилом. Страждаючи від артриту, він вийшов на пенсію з 2005 року, малюючи лише для власної розваги та для своїх онуків. В інтерв'ю 2005 року він сказав: «Усі контакти, які я мав у сфері комерційного мистецтва, або вийшли на пенсію, або мертві, а молоді покупці мистецтва не хочуть мати нічого спільного з 81-річним художником».
Згідно з повідомленнями в акаунтах Facebook, які приписують членам родини Норем, митець помер у Денбері, штат Коннектикут. 19 червня 2015 року, невдовзі після операції. Його сім'я повідомила про цю новину на фан-сторінці Норема у Facebook.